# Kåre Ström
Kåre Ström, född 8 oktober 1947 i Stockholm, död 8 december 1996 i Stockholm, var en svensk musiker.
Ström växte upp i en musikalisk familj i Sollentuna. Han spelade gitarr, bas och sjöng i gruppen Gimmicks som deltog i Melodifestivalen 1975 med "Sången lär ha vingar". Han frilansade även i olika orkestrar och hörs bland annat som basist i ledmotivet (Luffarvisan) till Astrid Lindgren-filmen Rasmus på luffen 1981.